# Власак
Власак (лат. Polytrichum commune) врста је маховине из породице Polytrichaceae.

## Опис
Као и код сваке махонине, тако и код ове постоји спорофит и гаметофит генерација. Гаметофит јесте хаплоидан (n) и и састоји се од ризоида, филоида и каулоида. Све три речи се морају користити у деминутиву јер све јединке ове врсте немају праве органе као више биљке. Листићи (филоиди) су ситни, копљасти и спирално распоређени са улгом дивергенције од 120 степени. Стабаоце (каулоид) је усправан, зељаст и негранат. На попречном пресеку стабаоцета кој је роугластог облика и мрко, могу се видети епиредмис, кора и централни цилинар. Механични елементи су у периферноим делу, а понекад и у централном. У средишту се налазе крупне мртве ћелије које служе спровођење воде и минералних материја (хидроиде). Око њих се налазе ситније ћелије које служе за спровођење органских материја (лептоиде).  Овај распоред јесте највиши степен организације код маховина. Ризоиди се налазе на доњем делу биљке. На врху гаметофита се налази низ полних органа и структура које их штите. На врху женских биљака налазе се архегоније које су заштићене црвено обојеним листићимка и стерилним концима парафизама. На врху мишких биљака се налазе зелени заштитни листићи и парафизе. 
Спотофит се налази на врху гаметофита и налази се на дршци (сети). На сети се налази чаура која може имати омотач који је штити (калиптра). Чаура пушта спора након што се отвори поклопац (оперкулум) који се отвара помоћу посебног ткива (перистома) које је осетљиво на влагу. 

## Циклус развића
Ис спотофита настаје хаплоидна спора (редукционом деобом) која пада на подлогу и клија у структуру која се назива протонема. Из протонеме се развија одрасла биљка. У завиности од споре из протонеме клијају мушке и женске биљке. Из мушких антеридија излазе сперматозоиди који долазе до архегоина где плодне јајну ћелију. Тада настаје зигот из ког се развија спорофит који редукционом деобом даје споре, те се ту циклус на даље понавља. 

## Распрострањење
Биљка настањује искључиво влажна шумска станишта. 